# Maria do Carmo Silveira
Maria do Carmo Trovoada Pires de Carvalho Silveira (nacida en 1960) fue primer ministro y Ministra de Finanzas de Santo Tomé y Príncipe desde el 8 de junio del 2005 hasta el 21 de abril del 2006.
También ejerció el cargo de gobernadora del Banco Central de Santo Tomé y Príncipe de 1999 a 2005.
Silveira, la segunda mujer en ocupar el cargo de primer ministro del país, es miembro del Movimiento por la Liberación de Santo Tomé y Príncipe (MLSTP-PSD). Su período como primer ministro finalizó luego de las elecciones parlamentarias del 2006 realizadas en el país, cuando la oposición derrotó al MLSTP-PSD.
| Predecesor: Damião Vaz d'Almeida | Primer ministro de Santo Tomé y Príncipe 2005 –2006 | Sucesor: Tomé Vera Cruz |

- Datos: Q441483
- Multimedia: Maria do Carmo Silveira / Q441483